# Chris Bristow
Chris Bristow (n. 2 decembrie 1937, Lambeth, Londra - 19 iunie 1960, Spa-Francorchamps, Belgia) a fost un pilot englez de Formula 1 care a evoluat în Campionatul Mondial între anii 1959 și 1960.